# Новий Швароцин
Новий Швароцин (пол. Nowy Szwarocin) — село в Польщі, у гміні Рибно Сохачевського повіту Мазовецького воєводства.
Населення — 110 осіб (2011).
У 1975-1998 роках село належало до Скерневицького воєводства.

## Демографія
Демографічна структура станом на 31 березня 2011 року:
|          | Загалом | Допрацездатний вік | Працездатний вік | Постпрацездатний вік |
| -------- | ------- | ------------------ | ---------------- | -------------------- |
| Чоловіки | 54      | 11                 | 35               | 8                    |
| Жінки    | 56      | 8                  | 36               | 12                   |
| Разом    | 110     | 19                 | 71               | 20                   |